# Железнодорожная катастрофа в Норуолке
Железнодорожная катастрофа в Норуолке произошла 6 мая 1853 года в городе Норуолке, штат Коннектикут. Она стала первой крупной катастрофой на железнодорожном мосту в США: после того как поезд упал с разведённого моста, погибло 48 человек.
Авария произошла на железной дороге Нью-Йорк — Нью-Хейвен в месте пересечения бухты пролива Лонг-Айленд на поворотном мосту. Со стороны Нью-Йорка подход к мосту имел крутой поворот, поэтому перед ним был установлен сигнальный красный шар на высоком столбе, предупреждающий о том, разведён мост или закрыт.
В 08:00 утра 6 мая экспресс в Бостон выехал из Нью-Йорка с 218 пассажирами. Паровоз вёл подменный машинист, для которого это была третья поездка по маршруту. Поезд состоял из двух багажных и пяти пассажирских вагонов. Подъезжая к мосту, машинист не проверил состояние сигнала и понял, что мост открыт, только когда оказался в 120 м от него. Мост был разведён для пропуска парохода «Пасифик», только что завершившего проход. Машинист применил торможение и дал задний ход, но состав уже не успевал остановиться. Машинист и кочегар выпрыгнули из локомотива перед мостом и избежали серьезных травм. Паровоз сорвался с моста и, пролетев 18 м, врезался в противоположный устой примерно 2,5 м ниже уровня полотна железной дороги, после чего погрузился в воду на глубину около 4 м. Багажные вагоны упали на локомотив. Первый пассажинский вагон затонул, после того как его передняя часть расплющилась о багажный вагон, второй пассажинрский вагон упал на него сверху. Третий пассажирский вагон остановился на краю моста и разломился: одна часть повисла над водой, вторая осталась на рельсах. Большинство из 48 погибших и 30 раненых находились в первом пассажирском вагоне. Также сообщалось о восьми пропавших без вести.
В поезде находилось много врачей, возвращавшихся с Шестого ежегодного собрания Американской медицинской ассоциации в Нью-Йорке, семеро из них погибли. Среди тех, кто не пострадал в катастрофе, был доктор Гердон Уодсворт Рассел (англ. Gurdon Wadsworth Russell), написавший о происшествии заметку для Hartford Courant. Он сообщал, что погибшие, судя по признакам, утонули, оказавшись зажатыми среди повреждённых конструкций вагонов.
В результате паники и возмущения, вызванных катастрофой, законодательное собрание Коннектикута приняло закон, требующий, чтобы каждый поезд в штате останавливался, прежде чем пересечь любой разводной мост. Машинисту предъявили обвинение в халатности, он был назван главным ответственным за катастрофу.
Похожая авария произошла одиннадцатью годами позже в Канаде около города Мон-Сент-Илер в провинции Квебеке. Тогда погибло почти 100 человек.